# 宝训
宝训，皇帝的训谕编集，中国从宋朝开始编集皇帝的训谕，有的称宝训、有的称圣训。明朝开始规范，统一叫《宝训》。新皇帝登基後，命史官编纂前任皇帝的《实录》和《宝训》。明光宗、明熹宗和崇祯帝的训谕都没有编成宝训，只有《光宗实录》、《熹宗实录》。清朝改为《圣训》。

## 宋朝书目
- 吕夷简、林希《五朝宝训》六十卷
- 《三朝太平宝训》二十卷
- 吕夷简《三朝宝训》三十卷
- 林希《两朝宝训》二十一卷
- 舒亶《元丰圣训》三卷
- 《六朝宝训》一部卷亡
- 林虙《元丰圣训》二十卷
- 沈该《神宗宝训》一百卷
- 《神宗宝训》五十卷不知集者姓名
- 洪迈《哲宗宝训》六十卷
- 《钦宗宝训》四十卷
- 《高宗宝训》七十卷
- 《孝宗宝训》六十卷
- 史弥远《孝宗宝训》六十卷
- 《永熙宝训》二卷李昉子李宗谔纂
- 范镇《国朝宝训》二十卷
- 曾巩《德音宝训》三卷

## 明朝书目
- 《太祖宝训》十五卷 《日历》即成，詹同等又请分类更辑圣政为书，凡五卷。其后史官随类增至十五卷。
- 《太宗宝训》十五卷 杨士奇等修。
- 《仁宗宝训》六卷 蹇义等修。
- 《宣宗宝训》十二卷 杨士奇等修。
- 《英宗宝训》十二卷 陈文等修。
- 《宪宗宝训》十卷 刘吉等修。
- 《孝宗宝训》十卷 刘健、谢迁，焦芳等续修。
- 《武宗宝训》十卷 费宏等修。
- 《睿宗宝训》十卷 费宏等修。
- 《世宗宝训》二十四卷 徐阶、张居正等修。
- 《穆宗宝训》八卷 张居正等修。
- 《神宗宝训》二十六卷 温体仁等修。